# La Chapelle-sur-Usson

La Chapelle-sur-Usson este o comună în departamentul Puy-de-Dôme, Franța. În 1 ianuarie 2022 avea o populație de 86 de locuitori.